# Стеллецкий, Владимир Иванович
Владимир Иванович Стеллецкий (7 (20) апреля 1905, Херсон, Херсонская губерния — 29 июня 1985, Москва) — советский филолог, известный исследователь и переводчик «Слова о полку Игореве». Доктор филологических наук (1981), член Союза писателей СССР секции переводчиков (с 1968).

## Биография
В 1927 году окончил в Москве Тимирязевскую академию, затем, в 1933, отделение западно-европейских языков 2-го МГУ. С 1940 по 1950 преподавал филологические дисциплины в московских и других вузах.
Основной темой научных исследований и переводов Стеллецкого было «Слово о полку Игореве», много лет работая над которым, он стал одним из лучших переводчиков «Слова». Первый его перевод опубликован в 1944.
В 1946 Стеллецкий защитил кандидатскую диссертацию на тему «Проблема художественного перевода „Слова о полку Игореве“», в которой, в частности, был дан литературоведческий анализ всех существовавших к тому времени переводов Слова на русский язык и дана их классификация (выделены научные переводы-подстрочники, художественные ритмические переводы и стихотворные переложения). Докторская диссертация «Ритмика „Слова о полку Игореве“».
С 1951 года, как член постоянной Комиссии по «Слову о полку Игореве», Стеллецкий рецензировал и редактировал многочисленные переводы «Слова», участвовал в подготовке сборников его переводов разных лет.
Стеллецкому принадлежит ритмический перевод «Слова», который много раз переиздавался, при этом переводчик постоянно его совершенствовал, стремясь к максимально точной передаче текста в смысловом отношении, к передаче звуковых особенностей оригинала. Ему также принадлежит прозаический перевод «Слова» (издания 1965 и 1986).
Умер в 1985 году. Похоронен на Введенском кладбище (20 уч.).

## Сочинения

### Переводы
- Слово о походе Игоревом, Игоря, сына Святославова, внука Ольгова // Героическая поэзия Древней Руси. Л., 1944. С. 32—55
  - Рец.: Благинин Л. Загубленная идея // Новый мир. 1945. № 1. С. 148—152;
- (ритмич. пер.) Слово о походе [вариант: о полку] Игоревом, Игоря, сына Святославова, внука Олегова // Слово — 1950. С. 182—199 (то же: Слово — 1952. С. 111—126;
- Слово о полку Игореве. Л., 1953. С. 157—177. (Библиотека поэта. Малая серия. 3-е изд.); то же с изменениями: Слово о полку Игореве. М., 1955. С. 47—67);
- Слово — 1961. С. 279—310;
- Стеллецкий — 1965. С. 5—37;
- Древнерусская литература: Хрестоматия / Сост. А. Л. Жовтис. М., 1966. С. 38—52;
- Слово — 1967. С. 249—264;
- Слово о полку Игореве — М.: Советская Россия, 1981. С. 179—196; (Сокровища древнерусской литературы).
- Слово о полку Игореве. Київ, 1983. С. 153—168;
- Слово — 1985. С. 150—165;
- Слово — 1986. С. 350—365;
- Злато Слово. М., 1986. С. 112—126;
- (прозаич. пер.): Стеллецкий — 1965. С. 65—75;
- (пер. Плача Ярославны): Слово о полку Игореве. Л., 1949. С. 157—159 (Библиотека поэта. Малая серия) (то же: Слово — 1986. С. 287—288).

### Книги и статьи
- Художественный перевод «Слова о полку Игореве» с сохранением основ ритмического строя подлинника // Слово. Сб. — 1950. С. 410—416;
- Перевод «Слова о полку Игореве» Н. М. Карамзина // ТОДРЛ. 1952. Т. 8. С. 68—70;
- Примечания к переводу «Слова о полку Игореве» // Слово — 1952. С. 299—305;
- К изучению текста «Слова о полку Игореве» // ИОЛЯ. 1955. Т. 14, вып. 2. С. 146—155;
- Примечания к переводу «Слова о полку Игореве» // Слово о полку Игореве. М., 1955. С. 68—70;
- К вопросу о перестановке в начале текста «Слова о полку Игореве» // ТОДРЛ. 1955. Т. 11. С. 48—58;
- «Слово о полку Игореве»: Поэтические переводы и переложения / Подгот. текста, пер. и примеч. В. Ржиги и С. Шамбинаго; Подгот. текстов переводов XIX — нач. XX в. и примеч. к ним В. Кузьминой; Подгот. текстов переводов сов. эпохи и послесл. В. Стеллецкого; Под общей ред. В. Ржиги, В. Кузьминой и В. Стеллецкого. М., 1961;
- [изложение выступлений В. И. Стеллецкого] IV Междунар. съезд славистов: Материалы дискуссии. Т. 1. Проблемы слав. литературоведения, фольклористики и стилистики. М., 1962. С. 512—513, 583—585;
- Неувядаемое «Слово»: К 775-летию великой поэмы // Учительская газета. 1963. 26 дек. № 152. С. 4;
- К вопросу о ритмическом строе «Слова о полку Игореве» // РЛ. 1964. № 4. С. 27—40;
- Слово о полку Игореве / Вступ. статья, ред. текстов, прозаич. и поэтич. переводов, примеч. к древнерус. тексту и словарь В. И. Стеллецкого; Стихотв. переложение и пояснения к нему Л. И. Тимофеева. М., 1965;
- Примечания к переводу «Слова о полку Игореве» // Древнерусская литература: Хрестоматия / Сост. А. Л. Жовтис. М., 1966. 2-е изд. С. 52—62;
- Тайна реки Каялы // Молот (Ростов). 1969. 16 нояб. № 268;
- A. A. Blok und das «Lied von der Heerfahrt Igors» // ZfSl. 1971. Bd 16. H. 4. S. 557—580; Автор «Слова». Хто він? // Радянське Полісся (Новгород-Северский). 1975. 15 нояб. № 136. С. 4;
- Творіння великого чернигівца? Думки про автора «Слова о полку Ігоревім» // Комсомольский гарт (Чернигов). 1975. 2 грудня. № 144. С. 3;
- Ещё одна разгаданная загадка // Учит. газ. 1976. 17 янв. № 7. С. 4;
- Zur Frage des altrussischen Verbaus im Schrifttum des 12. und 13. Jahrhunderts im Zusammenhang mit dem Problem der Erforschung der rhytmischen Strukturierung des altrussischen poetischen Stils // ZfSl. 1976. Bd 21. H. 3. S. 282—296;
- Проблема ритмики «Слова о полку Игореве»: Автореф. дис. … д-ра филол. наук. М., 1978;
- Bilanz 140-jähriger wissenschaftlicher Forschung zur Person des Autors des «Слово о полку Игореве» (1837—1977) // ZfSl. 1980. Bd 25. H. 1. S. 17—32;
- А. А. Блок и древнерусская литература: «Слово о полку Игореве» и «Задонщина» // Литературная учёба. 1980. № 5. С. 175—182;
- Слово о полку Игореве: Древнерус. текст и пер. / Сост., вступ. статья, подгот. древнерус. текста и комм. В. И. Стеллецкого. М.: Сов. Россия, 1981; (СДРЛ)
- К вопросу о книжном древнерусском стихосложении XII—XIII вв. // Русское стихосложение: Традиции и проблемы развития. М., 1985. С. 189—208.